# Rozmaitość riemannowska
Rozmaitość riemannowska (przestrzeń Riemanna) – rzeczywista rozmaitość różniczkowa {\displaystyle M} wymiaru {\displaystyle n,} w której zdefiniowana jest metryka na wiązce stycznej, czyli dodatnio określona forma dwuliniowa dla każdego punktu realizująca iloczyn skalarny określony na przestrzeni wektorów stycznych {\displaystyle g(x):T_{x}M\otimes T_{x}M\rightarrow \mathbb {R} }.
(1) Jeżeli wprowadzi się w rozmaitości {\displaystyle M} układ współrzędnych krzywoliniowych, tak że każdy punkt rozmaitości ma określone współrzędne {\displaystyle \mathbf {x} =(x^{1},\dots ,x^{n}),} to długość infinitezymalnego wektora {\displaystyle d\mathbf {x} =(dx^{1},\dots ,dx^{n})} łączącego dany punkt {\displaystyle \mathbf {x} } z infinitezymalnie blisko położonym innym punktem rozmaitości zadana jest wzorem
{\displaystyle (d\mathbf {x} )^{2}\equiv ds^{2}=\sum _{i,j=1}^{n}g_{ij}(\mathbf {x} )dx^{i}dx^{j},}
gdzie współczynniki {\displaystyle g_{ij}(\mathbf {x} ),i,j=1,\dots ,n} stanowią współrzędne tensora metrycznego obliczonego w punkcie {\displaystyle \mathbf {x} =(x^{1},\dots ,x^{n})} rozmaitości. Przy tym żąda się, by tensor metryczny był dodatnio określony w całej przestrzeni – oznacza to, że infinitezymalne przemieszczenie {\displaystyle dx} musi być liczbą dodatnią w każdym miejscu rozmaitości – analogicznie jak w przestrzeni euklidesowej.
Warunek dodatniej określoności oznacza matematycznie, że wszystkie minory główne liczone wzdłuż przekątnej macierzy tensora powinny być dodatnie, począwszy od wyznacznika tensora, tj. np.
{\displaystyle \det(g_{ij}(\mathbf {x} ))>0\quad {}} dla każdego {\displaystyle \mathbf {x} \in M.}
(2) Tensor metryczny {\displaystyle g_{ij}(\mathbf {x} )} pozwala obliczać długości krzywych w rozmaitości (patrz niżej).
(3) Metrykę (odległość) {\displaystyle d(\mathbf {x} ,\mathbf {y} )} pomiędzy dowolnymi punktami {\displaystyle d(\mathbf {x} ,\mathbf {y} )} spójnej rozmaitości Riemannowskiej definiuje się jako infimum długości krzywych łączących te punkty. 
Krzywa ta jest linią geodezyjną, gdy jednak punkty {\displaystyle d(\mathbf {x} ,\mathbf {y} )} są infinitezymalnie odległe, tj. {\displaystyle \mathbf {y} =\mathbf {x} +d\mathbf {x} ,} to geodezyjna redukuje się do odcinka prostej euklidesowej – metryka jest wtedy równa długości elementu liniowego {\displaystyle d\mathbf {x} .}
Rozmaitość riemannowska jest więc przestrzenią metryczną, z metryką zdefiniowaną w oparciu o różniczkowe elementy liniowe {\displaystyle d\mathbf {x} =(dx^{1},\dots ,dx^{n}),} których współczynniki {\displaystyle g_{ij}(\mathbf {x} )} są elementami tensora metrycznego.
(4) Tensor metryczny {\displaystyle g_{ij}(\mathbf {x} )} pozwala obliczać inne wielkości geometryczne na rozmaitości: krzywizny, pola powierzchni, objętości (krzywych, powierzchni, przestrzeni), kąty, gradienty czy dywergencje funkcji, rotacje pól wektorowych, a także zapisywać równania obiektów geometrycznych, np. krzywych, powierzchni itp. zawartych w rozmaitości. W ten sposób definiuje się geometrię na rozmaitości.
Nazwa rozmaitości pochodzi od Bernharda Riemanna.
Uwaga:
Jeżeli zamiast warunku dodatniej określoności tensora metrycznego nałoży się mniej wymagający warunek, by tensor był niezdegenerowany, to uzyskuje się w ogólnym przypadku rozmaitości pseudoriemannowskie. Albert Einstein użył teorii pseudorozmaitości Riemanna w sformułowaniu ogólnej teorii względności.

## Wprowadzenie
W 1827 roku Carl Friedrich Gauss udowodnił swoje twierdzenie wyborne (theorema egregium), dotyczące powierzchni dwuwymiarowych. Twierdzenie to mówi, że własności geometryczne powierzchni, jak np. krzywizna powierzchni, kąty między krzywymi, pola powierzchni mogą być całkowicie określone za pomocą współrzędnych krzywoliniowych, zdefiniowanych na tej powierzchni, bez konieczności odwoływania się do przestrzeni trójwymiarowej, w której powierzchnia jest zanurzona.
Bernhard Riemann rozszerzył teorię Gaussa do przestrzeni wielowymiarowych, nazywanych rozmaitościami (czyli zakrzywionych przestrzeni wielowymiarowych). Zrobił to w sposób wewnętrzny dla rozmaitości, bez umieszczania jej w przestrzeni posiadającej więcej wymiarów.

## Podstawowe pojęcia

### Przestrzeń styczna do rozmaitości w punkcie
Każdemu punktowi {\displaystyle x\in M} rozmaitości można przypisać przestrzeń styczną {\displaystyle TM_{x}} (przestrzeń euklidesową o wymiarze równym wymiarowi rozmaitości, o bazie utworzonej z wektorów stycznych do rozmaitości w punkcie {\displaystyle x}). Każda przestrzeń styczna rozmaitości Riemannowskiej ma z definicji strukturę przestrzeni unitarnej.

### Wiązka styczna rozmaitości. Wiązka styczna unitarna.
Zbiór przestrzeni stycznych do rozmaitości {\displaystyle M} w poszczególnych jej punktach nazywa się wiązką styczną rozmaitości.
Zbiór przestrzeni stycznych unitarnych do rozmaitości {\displaystyle M} w poszczególnych jej punktach nazywa się wiązką styczną unitarną rozmaitości.

## Norma wektorów na rozmaitości
W każdej przestrzeni stycznej {\displaystyle TM_{x}} rozmaitości {\displaystyle M} można ustalić definicję długość wektorów – w ten sposób każda przestrzeń styczna staje się przestrzenią unormowaną.
Norma wektora {\displaystyle \mathbf {dx} } zaczepionego w punkcie {\displaystyle \mathbf {x} } zadana jest wzorem
{\displaystyle \|\mathbf {dx} \|={\sqrt {\left|\sum _{i,j=1}^{n}g_{ij}(\mathbf {x} ){dx^{i}}{dx^{j}}\right|}},}
gdzie:
{\displaystyle \lVert \cdot \rVert } – norma (długość) wektora,
{\displaystyle dx^{i},dx^{j},\,\,i,j=1,\dots ,n} – współrzędne wektora {\displaystyle \mathbf {dx} ,}
{\displaystyle g_{ij}(\mathbf {x} )} – tensor metryczny w punkcie {\displaystyle \mathbf {x} .}
Celowe jest wprowadzenie normy zdefiniowanej w ten sam sposób we wszystkich przestrzeniach stycznych rozmaitości. W takim wypadku mówi się, że norma została wprowadzona na wiązce stycznej {\displaystyle TM} rozmaitości {\displaystyle M.}

## Krzywa w rozmaitości

### Równanie parametryczne krzywej
Niech {\displaystyle \gamma :[a,b]\to M} będzie krzywą regularną, zadaną równaniami parametrycznymi
{\displaystyle \mathbf {x} (t)=[x^{1}(t),\dots ,x^{n}(t)]\in M,}
gdzie {\displaystyle t} – parametr krzywej. Zamiast symboli {\displaystyle \mathbf {x} ,x^{i}} będziemy tu używać tradycyjnego zapisu równań krzywych z użyciem symbolu {\displaystyle \gamma ,} tj. równanie krzywej ma w tej symbolice postać
{\displaystyle \gamma (t)=[\gamma ^{1}(t),\dots ,\gamma ^{n}(t)].}
Np. równanie okręgu na płaszczyźnie
(a) we współrzędnych kartezjańskich ma postać
{\displaystyle x^{1}(t)\equiv \gamma ^{1}(t)=R\cos(t),}
{\displaystyle x^{2}(t)\equiv \gamma ^{2}(t)=R\sin(t),}
(b) we współrzędnych biegunowych ma postać
{\displaystyle x^{1}(t)\equiv \gamma ^{1}(t)=R,}
{\displaystyle x^{2}(t)\equiv \gamma ^{2}(t)=t.}

### Wektory styczne do krzywej
Dla każdej liczby {\displaystyle t\in (a,b)} można znaleźć wektory styczne
{\displaystyle \gamma '(t)={\frac {d\gamma (t)}{dt}}}
znajdujące się w przestrzeniach stycznych {\displaystyle TM_{\gamma (t)}} rozmaitości w punktach {\displaystyle \gamma (t)} krzywej. Wektor styczny ma więc współrzędne
{\displaystyle \gamma '(t)=\left[{\frac {d\gamma ^{1}(t)}{dt}},\dots ,{\frac {d\gamma ^{n}(t)}{dt}}\right].}

### Długość wektora stycznego
Długość wektora stycznego liczy się zgodnie ze wzorem na normę, tj.
{\displaystyle \|\gamma '(t)\|={\sqrt {\left|\sum _{i,j=1}^{n}g_{ij}(\gamma (t)){\frac {d\gamma ^{i}(t)}{dt}}{\frac {d\gamma ^{j}(t)}{dt}}\right|}}.}

### Długość krzywej na rozmaitości
Jeżeli parametr {\displaystyle t} oznaczałby czas, to wielkość {\displaystyle \|\gamma '(t)\|} byłaby wartością wektora prędkości poruszania się ciała po krzywej w czasie {\displaystyle (t,t+dt).} Wtedy wielkość {\displaystyle ds=\|\gamma '(t)\|dt} oznaczałaby infinitezymalne przemieszczenie punktu wzdłuż krzywej w tym czasie. Długość drogi przebytego przez ciało wzdłuż krzywej {\displaystyle \gamma (t)} w czasie {\displaystyle t\in [a,b]} byłaby całką z poszczególnych odcinków {\displaystyle ds=\|\gamma '(t)\|dt,} czyli
{\displaystyle L(\gamma _{ab})=\int _{a}^{b}{\|\gamma '(t)\|\,\mathrm {d} t}.}
W ogólności {\displaystyle t} może oznaczać dowolny parametr, niekoniecznie czas. Długość krzywej nie zależy bowiem od sposobu jej parametryzacji.
Różniczkowalność krzywej {\displaystyle \gamma (t)} dla {\displaystyle t\in (a,b)} gwarantuje, że {\displaystyle \|\gamma '(t)\|} przyjmuje skończone wartości, a to oznacza, że całka {\displaystyle L(\gamma )} istnieje.
Zapisując normę {\displaystyle \|\gamma '(t)\|} w jawnej postaci, mamy wzór na długość krzywej
{\displaystyle L(\gamma _{ab})=\int \limits _{a}^{b}{\sqrt {\left|g_{ij}(\gamma (t)){\frac {d\gamma ^{i}(t)}{dt}}{\frac {d\gamma ^{j}(t)}{dt}}\right|}}\,dt.}
przy czym w powyższym wzorze trzeba sumować po powtarzających się wskaźnikach {\displaystyle i,j=1,\dots ,n} (zgodnie z konwencją sumacyjną Einsteina; konwencję tą stosuje się także we wzorach poniżej).

## Odległość punktów na rozmaitości
W każdej rozmaitości riemannowskiej spójnej można wprowadzić pojęcie odległości.
Definicja:
Odległością punktów {\displaystyle \mathbf {x,y} } rozmaitości {\displaystyle M} jest długość najkrótszej spośród krzywych {\displaystyle \gamma } zawartych w rozmaitości, ciągłych i różniczkowalnych, łączących punkty {\displaystyle \mathbf {x,y} ,} czyli
{\displaystyle d(\mathbf {x,y} )=\inf \,\{L(\gamma ),\gamma \in M,\gamma (a)=\mathbf {x} ,\gamma (b)=\mathbf {y} \},}
gdzie:
{\displaystyle \inf \,\{\dots \}} – infimum (kres dolny zbioru),
{\displaystyle L(\gamma )=\int _{a}^{b}\|\gamma '(t)\|\,\mathrm {d} t} – długość krzywej {\displaystyle \gamma .}
Dowodzi się, że najkrótszymi liniami w rozmaitości riemannowskiej zupełnej są linie geodezyjne (patrz niżej). Rozmaitość riemannowska, w której zdefiniowano pojęcie odległości, staje się przestrzenią metryczną.

## Linie geodezyjne na rozmaitości
Rozmaitość riemannowska jest w ogólności zakrzywiona. Jeżeli rozmaitość jest przestrzenią zupełną, to najkrótszymi liniami, łączącymi dwa punkty, są linie geodezyjne – linie te są odpowiednikami linii prostych w przestrzeni Euklidesa. Linia geodezyjna {\displaystyle x^{m}(t),} gdzie {\displaystyle t} – parametr definiujący krzywą, spełnia równanie różniczkowe:
{\displaystyle {\frac {d^{2}x^{m}}{dt^{2}}}+\Gamma _{kj}^{m}{\frac {dx^{k}}{dt}}{\frac {dx^{j}}{dt}}=0,}
gdzie {\displaystyle \Gamma _{kj}^{m},} {\displaystyle j,k,m=1,\dots ,n} – symbole Christoffela, które wyrażają się przez tensor metryczny wzorami
{\displaystyle \Gamma _{kj}^{m}={\frac {1}{2}}g^{mi}{\Bigg (}{\frac {\partial g_{ij}}{\partial x_{k}}}+{\frac {\partial g_{ik}}{\partial x_{j}}}-{\frac {\partial g_{kj}}{\partial x_{i}}}{\Bigg )}.}
Powyższe wzory można zapisać w bardziej zwartej postaci:
{\displaystyle {\ddot {x}}^{m}+\Gamma _{kj}^{m}{{\dot {x}}^{k}}{{\dot {x}}^{j}}=0,}
{\displaystyle \Gamma _{kj}^{m}={\frac {1}{2}}g^{mi}{\Big (}g_{ij,k}+g_{ik,j}-g_{kj,i}{\Big )},}
gdzie wprowadzono oznaczenia:
{\displaystyle {\dot {x}}^{m}\equiv {\frac {dx^{m}}{dt}}} – pochodna współrzędnej po parametrze {\displaystyle t} (= prędkość, gdy {\displaystyle t} = czas),
{\displaystyle {\ddot {x}}^{m}\equiv {\frac {d^{2}x^{m}}{dt^{2}}}} – druga pochodna (= przyśpieszenie, gdy {\displaystyle t} = czas),
{\displaystyle _{,k}} – przecinek z literą = pochodna cząstkowa po współrzędnej przestrzennej {\displaystyle x_{k}.}
Uwaga:
Jeżeli rozmaitość nie jest zupełna, to linie geodezyjne mogą nie istnieć.
Np. dla płaszczyzny, z której usunięto punkt {\displaystyle (0,0),\ \mathbf {R} ^{2}\setminus \{0\},} odległość między punktami {\displaystyle a=(-1,0)} oraz {\displaystyle b=(2,0)} wynosi 2, ale nie istnieje linia geodezyjna, łącząca te punkty i należąca do rozmaitości, gdyż obliczając infimum uzyskuje się linię prostą w {\displaystyle R^{2},} przechodzącą przez usunięty z omawianej rozmaitości punkt {\displaystyle (0,0).} Mimo tego odległość w rozmaitości między punktami {\displaystyle a=(-1,0)} oraz {\displaystyle b=(2,0)} wynosi 3, tyle ile w rozmaitości bez usuniętego punktu {\displaystyle (0,0).}

## Kąt między wektorami
Kąt {\displaystyle \theta } pomiędzy dwoma wektorami {\displaystyle \mathbf {u} =[u^{1},\dots ,u^{n}]} oraz {\displaystyle \mathbf {v} =[v^{1},\dots ,v^{n}]} stycznymi do rozmaitości w punkcie {\displaystyle \mathbf {x} ,} dany jest jako iloraz iloczynu skalarnego wektorów przez iloczyn długości tych wektorów, tj.
{\displaystyle \cos \theta (\mathbf {x} )={\frac {\langle \mathbf {u} (\mathbf {x} )|\mathbf {v} (\mathbf {x} )\rangle }{\sqrt {\langle \mathbf {u} (\mathbf {x} )|\mathbf {u} (\mathbf {x} )\rangle \langle \mathbf {v} (\mathbf {x} )|\mathbf {v} (\mathbf {x} )\rangle }}},}
czyli
{\displaystyle \cos \theta (\mathbf {x} )={\frac {g_{ij}(\mathbf {x} )\,u^{i}y^{j}}{\sqrt {|g_{ij}(\mathbf {x} )\,u^{i}u^{j}|\,\,|g_{ij}(\mathbf {x} )\,v^{i}v^{j}|}}}.}
W zakrzywionej przestrzeni wektory należą do przestrzeni stycznej {\displaystyle TM_{x}} do rozmaitości.

## Rozmaitość riemannowska – podsumowanie
W ramach podsumowania zestawiono tu najważniejsze idee dotyczące rozmaitości riemannowskich.
(1) Pojęcie rozmaitości riemannowskiej wychodzi zdecydowanie poza pojęcie przestrzeni liniowej (wektorowej): rozmaitość riemannowska w ogólności nie jest przestrzenią liniową. Dlatego np. punktów rozmaitości nie można traktować jakby były wektorami (jak to można robić w przestrzeni euklidesowej).
(2) Ponadto: wektory styczne do krzywych leżących w rozmaitości nie należą do rozmaitości (np. sfera). Dlatego wprowadza się pojęcie przestrzeni stycznej do rozmaitości – przestrzeń styczna jest przestrzenią wektorową, którą tworzą wektory styczne do krzywych rozmaitości.
Standardową bazę przestrzeni stycznej stanowią wektory styczne do linii współrzędnych krzywoliniowych
{\displaystyle e_{i}={\frac {\partial \mathbf {x} }{\partial x^{i}}},\quad i=1,2,\dots ,n,}
gdzie {\displaystyle \mathbf {x} =(y^{1},\dots ,y^{m}),} {\displaystyle m\geqslant n} jest wektorem wodzącym punktu na rozmaitości opisanym przez współrzędne kartezjańskie przestrzeni euklidesowej, w której zanurzona jest rozmaitość.
(Przykłady obliczeń podano w: Tensor metryczny lub Współrzędne krzywoliniowe).
(3) Następnie można zdefiniować iloczyn skalarny wektorów, a dalej tensor metryczny, którego współrzędne są równe iloczynom skalarnym wektorów stycznych, tj.
{\displaystyle g_{ij}=e_{i}e_{j}\quad i=1,2,\dots ,n}
(alternatywnie: definiuje się różniczkowy element liniowy, którego współczynniki są równe współrzędnym tensora metrycznego; wtedy nie trzeba odwoływać się do przestrzeni euklidesowej).
(4) Dzięki temu można w dalszej kolejności zdefiniować metrykę na rozmaitości, wyznaczoną przez długości krzywych geodezyjnych, łączących punkty rozmaitości. Tensor metryczny pozwala zdefiniować też inne wielkości geometryczne. Stąd jego fundamentalne znaczenie.
(5) Rozmaitość riemannowska sprowadza się do przestrzeni liniowej (euklidesowej), gdy tensor metryczny staje się diagonalny w całej przestrzeni. Wtedy metryka riemannowska staje się metryką euklidesową, krzywe geodezyjne stają się prostymi euklidesowymi.